# Aigle (Nymphe)
Aigle (altgriechisch Αἴγλη Aíglē, deutsch ‚Glanz, Strahl‘) ist in der griechischen Mythologie eine (nach Vergil die Schönste) der Najaden.
Nach Pausanias, der den Dichter Antimachos von Kolophon zitiert, ist sie mit dem Sonnengott Helios die Mutter der Chariten, die allerdings im Allgemeinen als Töchter des Zeus und der Eurynome gelten.
Dem byzantinischen Lexikon Suda zufolge ist sie sogar (ihres Namens halber) sowohl Mutter der Chariten als auch des Helios.